# 宮原道也
宮原 道也（みやはら みちや、1907年2月26日 - 没年不詳）は、日本の医師、医学者。専門は産婦人科。

## 来歴
熊本県玉名市出身。旧制熊本県立玉名中学校を経て熊本医科大学を卒業した。1933年に熊本医科大学産婦人科教室に入局し、講師や医学専門部の教授を歴任した。この間、1945年10月には論文「副腎の組織呼吸に関する研究」で熊本医科大学から医学博士号を取得した。
戦後の1950年から国立熊本病院の副院長兼産婦人科部長となった。1957年、熊本市内で産婦人科医院を開業した。